# 山原秧雞
山原秧雞（學名：Hypotaenidia okinawae），又稱沖繩秧雞、山原水雞、琉球秧雞，是一種僅分布於沖繩北部的秧雞科成員。於1981年正式發表成為一新物種，善奔但不善飛，是日本目前唯一不會飛行的特有種鳥類。
山原秧雞多成群行動，成鳥特徵為其腹部上黑白相間的條紋，以及其眼睛下方的白色帶狀斑。亞成鳥則是顏色相對黯淡且只有斑點狀的腹部，剛孵化不久幼鳥則為全黑。為雜食性，但特別偏好食用陸生蝸牛。繁殖季為3—7月之間，每次產3—6顆蛋。叫聲十分多樣且吵雜，用以作個體間的交流。
本物種在原生的環境中少有威脅，但受到人類引入紅頰獴等外來生物、鋪設道路促使各種路殺事件的發生以及棲地碎片化的影響，數量自發現以來便逐年下降，被國際自然保護聯盟自1994年起將其列入瀕危物種至今。日本環境省自1982年起逐步規劃一系列保護措施，並進行人工培育山原秧雞的計畫，使數量開始穩定回升，至2013年已回到1500隻的數量。並成為了沖繩的代表物之一。

## 物種命名
山原秧雞最早於1978年有被研究者觀察到的紀錄，但沒能確認是否為新物種。1981年6月至7月之間，山階鳥類研究所的研究成員們擺放了陷阱並捕捉到了幼鳥及成鳥活體，詳細記錄後放歸並於1981年12月正式發表為Rallus okinawae。發表時為秧雞屬下成員，後來隨即因研究變更屬名至紋秧雞屬。正模標本是在發表稍早前的1981年5月獲得，由協助鳥類調查的高中教師在國頭村附近的山路邊撿到而製成的。
目前山原秧雞以及其幾個近親的分類較有爭議性。在1998年的研究指出，秧雞科下包含山原秧雞在內的數個物種具有與當時被歸類為Habropteryx屬的新不列顛條紋秧雞有較相近的基因特徵及嘴部型態，而認為應列入Habropteryx屬內。2012年，有研究指出秧雞科下有並源的狀況並建議將部分屬併入紋秧雞屬下。但於2013年《世界鳥類完全清單》第四版則將其重新分類至Hypotaenidia中。國際自然保護聯盟於2016年起在紅色名錄中將山原秧雞改至Hypotaenidia屬中，而世界鳥類學家聯合會旗下IOC世界鳥類清單於2020年也改變其屬名，但也有部分生物學資料庫仍將其歸類在紋秧雞屬下，如eBird、全球生物多樣性資訊機構以及整合分類學資訊系統。目前是無亞種的單型種。
Hypotaenidia屬最早於1853年路德維希·賴興巴赫的書籍中見其記錄，為hypo跟taenidia組合而成的合成詞，前者源自古希臘文的（hupo），為「在底下」的意思；後者源自古希臘文的（tainidion），為「小帶子」的意思；而種小名okinawae指沖繩。
山原秧雞早在被正式發表之前就已被當地人所知悉其存在，有、（兩者皆意為「慌張者」）、（意為「山中鳥」）的方言稱呼，且在民間已有各種包含叫聲、羽毛甚至照片的紀錄。

## 形態描述

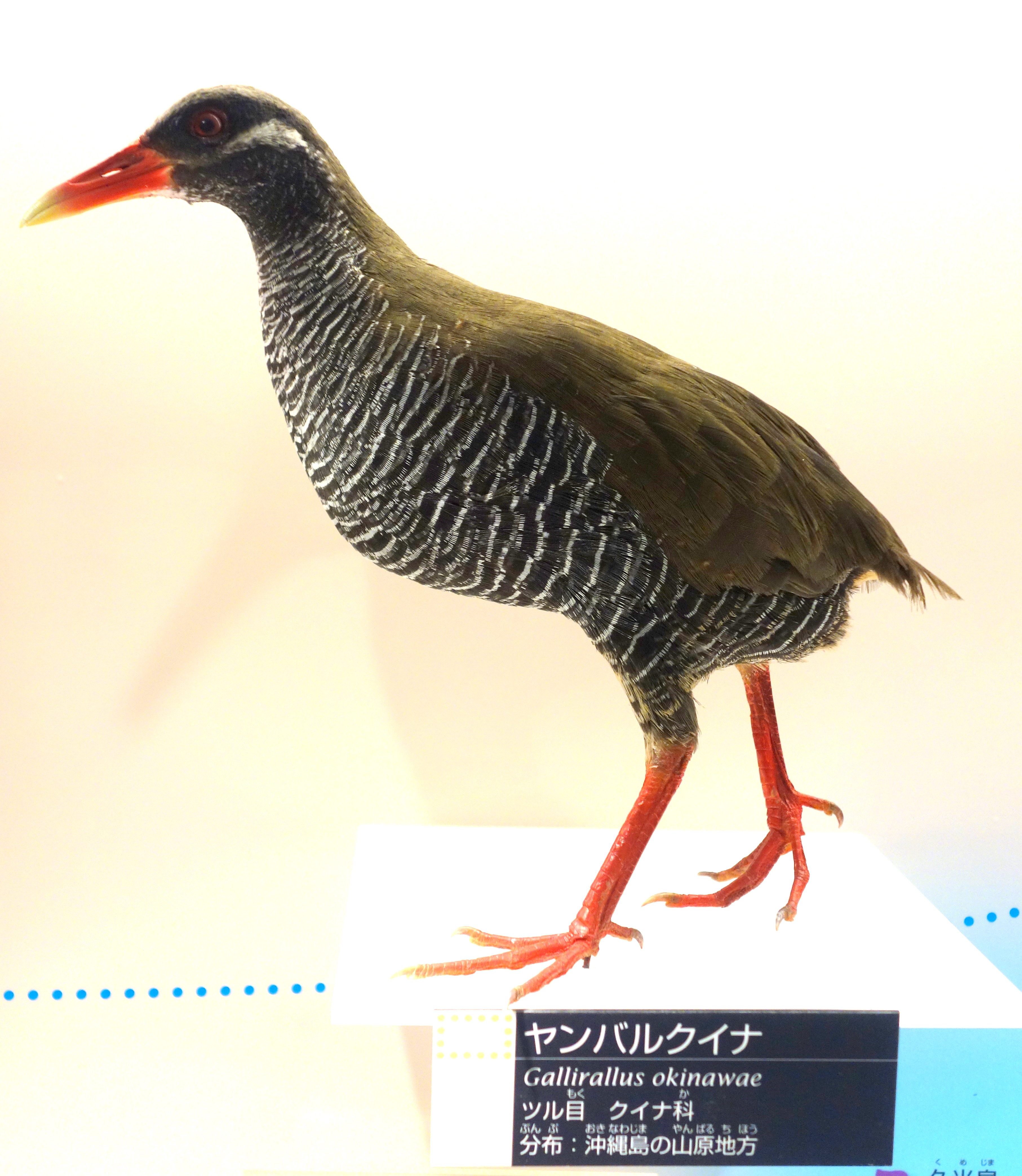
山原秧雞標本，攝於日本東京國立科學博物館

山原秧雞平均體長為28—35公分，翼展約50公分，體重約433—450公克，是中等體型的鳥類，短尾。雄雌之間沒有明顯的兩性差異，但可以從頭長與喙長的比例辨識其性別，雌鳥的頭喙比例相較雄鳥皆較小。
喙為鮮紅色且長，尖端偏白色。腳同樣為鮮紅色，臉至頸黑色，頭頂至背部及翅膀為棕褐色，並有一條白色帶狀班自眼睛下方伸出。胸、腹部為邊緣白色的黑色羽毛，形成了黑白相間的細條紋，尾下覆羽為白色至深褐色帶淺色條紋。虹膜顏色會隨著個體年紀增長逐漸轉變為亮紅色。
亞成鳥虹膜較偏黑至棕色，喙尖為黑色，眼後的白色條紋比成鳥短，上半身顏色較成鳥黯淡，下半身則為帶斑點的白色，且腳的顏色也是不如成鳥鮮豔的淡粉紅色至黃褐色。而剛孵化的幼鳥的全身通黑。
由於原生環境沒有天敵的緣故，山原秧雞演化至今僅剩較圓而短的翅膀，胸肌也不發達，幾乎不會飛，是日本目前唯一一種不會飛行的鳥類。但相對地腿部骨骼和肌肉發達，奔跑速度相當快。

## 分布
山原秧雞僅分布於日本沖繩島北部山原地區，包含國頭村、大宜味村以及東村一帶，約260平方公里大的地區，為沖繩的特有種，因而得名。不分海拔高低皆有出沒的紀錄。在冬季，部分秧雞會向低海拔或往繁殖區域的南邊移動以避寒。
牠們主要生活在由長椎栲構成，有豐富地面蕨類的原生或次生常綠闊葉林及其周圍草原中。但也會出現在鄰近琉球松樹林和水源的沼澤、草地、海岸和耕地等處。近年來受土地開發的影響，也會穿越道路或在路旁覓食。

## 習性

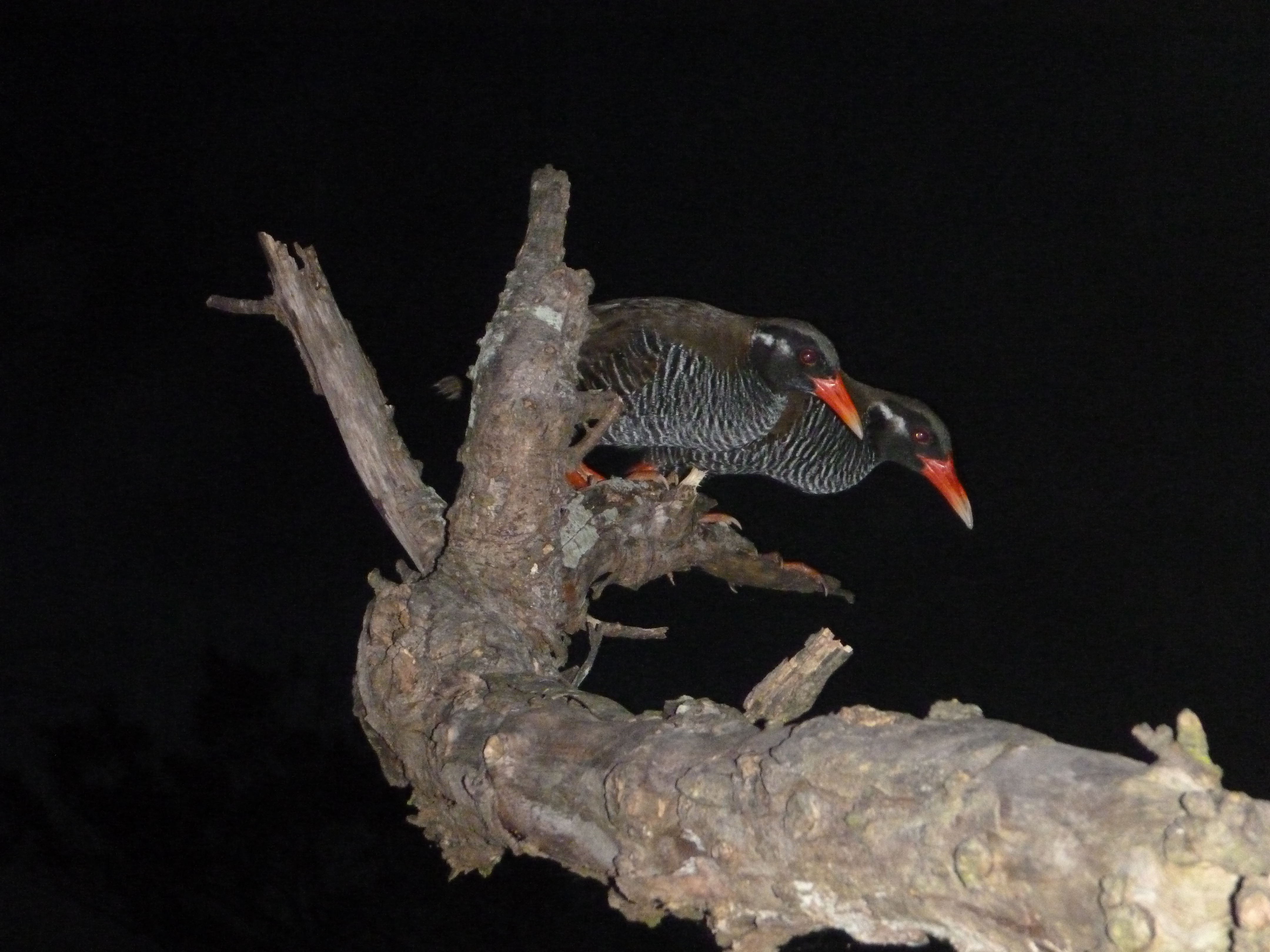
夜間棲於樹上的山原秧雞

山原秧雞採成對或群體行動，由於其相當有限的飛行能力，夜間喜歡在樹枝上休息或睡覺。會在開闊區域的靜水中沐浴，每次2—4分鐘，並隨後花費4—20分鐘梳理身體。

### 食性
山原秧雞為雜食性，但偏好以大型昆蟲和其他無脊椎動物等肉食，特別偏好陸生蝸牛，一次影像紀錄發現牠們會利用岩石破壞蝸牛殼以便進食。在其消化物的研究中，發現其食性相當廣泛，包含但不限於蝸牛、蚯蚓、蜘蛛、蜥蜴、昆蟲、堅果、植物種子和果實等，有報告稱曾有秧雞食用過比自身體長長了兩倍的琉球青蛇，並會有吞入胃石的情形。

### 繁殖
山原秧雞多為一夫一妻制並廝守終生，繁殖期約於3—7月之間，並在地面以枯葉等材料築碗狀巢，每次可生3—6顆卵。卵長約35—50毫米之間，整體顏色為白色，鈍端具有較密集的紅色、粉紅色或棕色斑點。一次追蹤野放個體的報告中發現雙親會有護巢的行為。幼鳥在孵化後不久就會嘗試離開巢穴並尋找食物，但也可能會留在巢中由父母餵養。

### 叫聲
山原秧雞對聲音相當敏感，察覺危險後就會快速逃入森林躲避，且會用多變的叫聲在日落後到日出前溝通。牠們的聲音通常大而刺耳，混合了咯咯般的笑聲或類似於豬的叫聲，並可能有同時高達12隻個體同時鳴叫。如「kyo」、「kwi kwi kwi ki-kwee ki-kwee」、「gu-gu-gugugugu」、「kue-kya-」等。一部分聲音如「kyokyokyo-」的叫聲被認為是宣告其領域的叫聲，而「kuriri-ya」則被認為是呼喚伴侶用的。

## 天敵與威脅
山原秧雞成鳥在原生環境下並無會捕食牠們的天敵，不過幼鳥或卵仍可能會被部分蛇類如黃綠龜殼花食用。亞成鳥曾有報告指出體表會被多棘蝨蠅所附生，但不造成健康上的問題。
山原秧雞現今倍受人類活動所帶來的入侵種威脅，如1910年被引入沖繩以控制害蟲以及龜殼花數量的紅頰獴以及貓狗等。其原棲息地因伐木及都市化的緣故，減少了至少77平方公里以上的面積，面臨棲地碎片化的危機。而頻繁的路殺事件也是其威脅之一，1995—2014年間的車禍事故共312起，其中有278起致死；2010年有20隻死亡；而2011年有19隻死亡；在2022年時仍有13隻因此被撞死。在4—6月的繁殖季高峰時，由於父母須尋找更多食物以哺育幼鳥，導致發生車禍的機率更高，連帶使可繁殖的成鳥減少。1995—2014年間的統計指出所有312件的車禍事故中，5月有75起車禍事故，而6月有63起，占了總體事故數量的44%。

## 保護狀況
自山原秧雞被發現至2006年止族群受各種威脅影響，已下降至少60%以上，而且該物種僅分布於相當狹小的沖繩島北部區域，自1994年起被國際自然保護聯盟劃入瀕危物種至今。1986年的調查估計有1800隻，1996—2004年的調查中僅剩約717隻個體，2005年約720隻，2006年約480隻。2011年起因各種保護措施影響而數量有所回升，到了2013年，數量已回升至約1500隻。但數量的曾經減少，導致山原秧雞發生了瓶頸效應，是族群未來的一個隱憂。

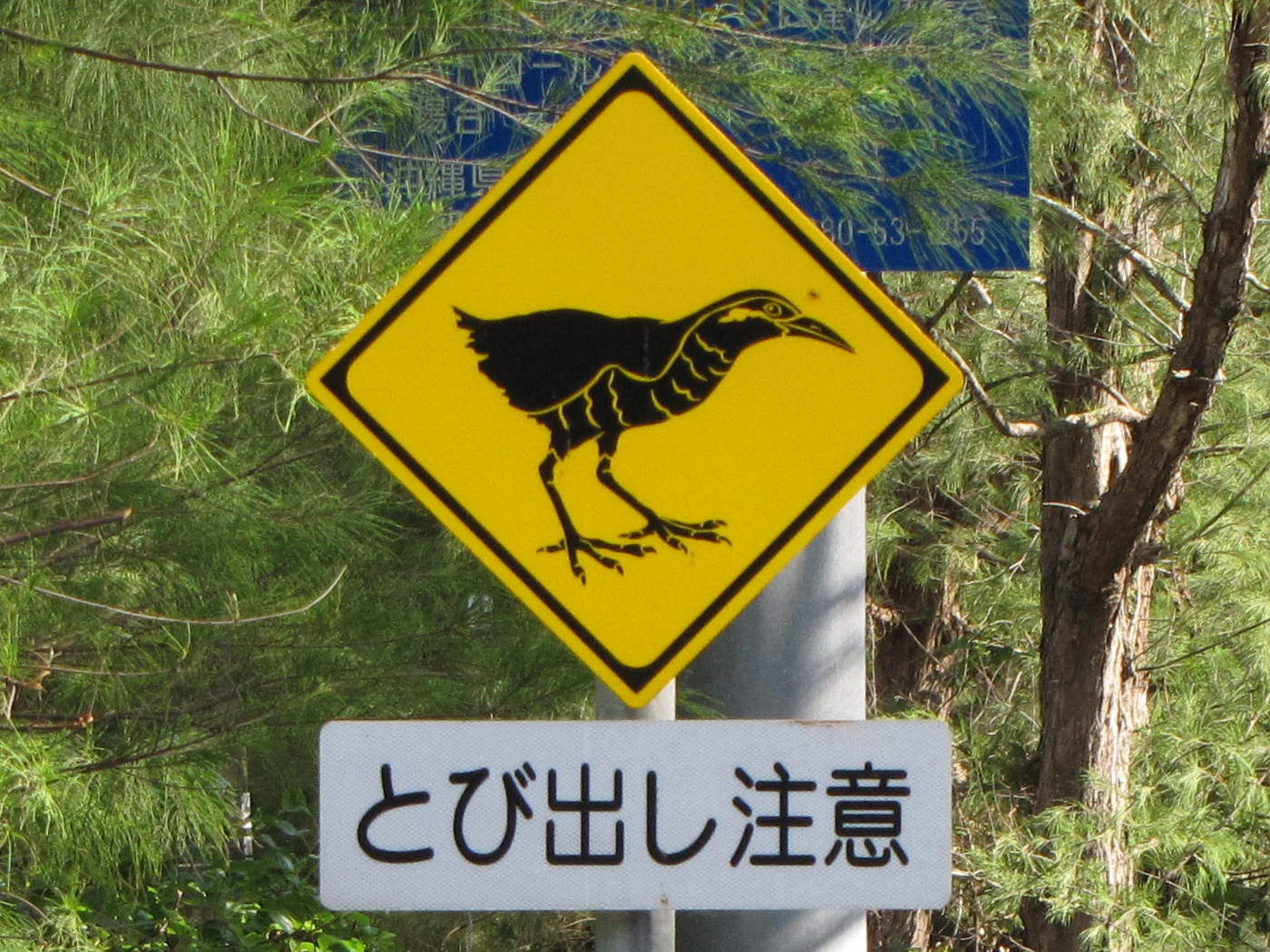
繪有山原秧雞的道路警示牌，底下的「とび出し注意」是「注意有東西會衝出來」的意思

日本環境省採取了一系列措施以保護山原秧雞，於1982年將其指定為天然紀念物，於1993年指定為國家瀕危物種。200起開始設置陷阱以捕捉危害山原秧雞的紅頰獴，並在2003—2008年間平均每年移除了550隻。2007年及2010年分別發布了兩次緊急命令，在山原地區的路線放置了相當數量的提醒路牌及地面標示，以及在特定時段跟日期封閉道路等措施，以降低路殺事件的發生。2012年，在日本受威脅物種紅皮書被列入極危物種此一等級。
環境省在1999年4月建立山原野生生物保護中心以推動培育當地稀少物種及生態系的調査研究、保護及培育。並於2016年9月15日於沖繩本島北部一帶正式設立起山原國立公園。並於2004年後啟動了保護與復育企劃之後，開始嘗試在人工環境下飼育山原秧雞。2005年起，在國頭村設立了由非營利法人團體營運的山原秧雞緊急救助中心（ヤンバルクイナ救急救命センター）。2006年開始成功在飼養環境下使其自然孵化鳥蛋，並在隔年成功在人工條件下孵化。2015年時，則成功使人工飼養環境下的第二代成功繁殖了下一代的幼鳥，並同時訂立了為期十年的保護與恢復企劃。截至2015年為止，共有68隻人工飼育的個體。

## 與人類的關係
山原秧雞被發現後，逐漸成為了沖繩山原地區的代表之一，國頭村甚至可見「歡迎您再來國頭村，山原秧雞的村落」等標語，並出沒在各式週邊、活動、看板上，例如日本第42屆國民體育大會的吉祥物。自從2004年起，每年的9月17日被立為山原秧雞日，並在2007年起開始舉辦一系列相關活動及生態旅遊等，帶來了遊客並創造一定收益。甚至因此造成不少人誤認沖繩縣鳥為山原秧雞而非沖繩啄木鳥。
多個企業或公司也曾推出過各種相關商品。日本郵政也曾數次推出包含山原秧雞的郵票作為主題，如沖繩回歸50週年紀念郵票、世界自然遺產登陸紀念郵票等；碧藍幻想將山原秧雞作為可更換造型之一；沖繩當地的公司也曾推出有山原秧雞圖樣的衣服等。

## 外部連結
- 2004年日本環境省山原秧雞保護增殖企劃書⁠（存档）（日語）
- 2015年環境省那霸自然環境事務所山原秧雞10年保護增殖企劃書⁠（存档）（日語）
- 山原秧雞的叫聲⁠（存档）（日語）
- 山階鳥類研究所 （页面存档备份，存于） （日語）
- NPO沖繩動物醫院官網 附設山原秧雞緊急救助中心 （页面存档备份，存于） （日語）